# Phog Allen
Forrest Clare "Phog" Allen (* 18. November 1885 in Jamesport, Missouri; † 16. September 1974 in Lawrence, Kansas) war ein US-amerikanischer Basketballtrainer im College-Sport. Als Trainer der Kansas Jayhawks, der Mannschaft der University of Kansas, gewann er zweimal die NCAA-Meisterschaft. Die Basketball-Halle der University of Kansas ist nach ihm benannt (Allen Field House, im Volksmund oft nur The Phog).
Für seine Karriereleistung wurde Allen 1959 in die Naismith Memorial Basketball Hall of Fame aufgenommen.